# Utah Jazz 1989-1990
La stagione 1989-90 degli Utah Jazz fu la 16ª nella NBA per la franchigia.
Gli Utah Jazz arrivarono secondi nella Midwest Division della Western Conference con un record di 55-27. Nei play-off persero al primo turno con i Phoenix Suns (3-2).

## Roster
| N° | Naz.                   | Ruolo | Sportivo         | Anno | Alt. | Peso |
| -- | ---------------------- | ----- | ---------------- | ---- | ---- | ---- |
| 11 | Stati Uniti (bandiera) | G     | Delaney Rudd     | 1962 | 188  | 82   |
| 12 | Stati Uniti (bandiera) | G     | John Stockton    | 1962 | 185  | 77   |
| 14 | Stati Uniti (bandiera) | A     | Nate Johnston    | 1966 | 203  | 95   |
| 15 | Stati Uniti (bandiera) | G     | Eric Johnson     | 1966 | 188  | 93   |
| 20 | Stati Uniti (bandiera) | G     | Bob Hansen       | 1961 | 198  | 86   |
| 24 | Stati Uniti (bandiera) | A     | Raymond Brown    | 1965 | 203  | 100  |
| 25 | Stati Uniti (bandiera) | G     | Jim Les          | 1963 | 180  | 75   |
| 30 | Stati Uniti (bandiera) | GA    | Blue Edwards     | 1965 | 193  | 91   |
| 32 | Stati Uniti (bandiera) | A     | Karl Malone      | 1963 | 206  | 113  |
| 35 | Stati Uniti (bandiera) | G     | Darrell Griffith | 1958 | 193  | 86   |
| 40 | Stati Uniti (bandiera) | AC    | Mike Brown       | 1963 | 206  | 117  |
| 41 | Stati Uniti (bandiera) | AC    | Thurl Bailey     | 1961 | 211  | 98   |
| 44 | Porto Rico (bandiera)  | A     | Piculín Ortiz    | 1963 | 208  | 102  |
| 45 | Stati Uniti (bandiera) | AC    | Eric Leckner     | 1966 | 211  | 120  |
| 53 | Stati Uniti (bandiera) | C     | Mark Eaton       | 1957 | 224  | 125  |

## Staff tecnico
- Allenatore: Jerry Sloan
- Vice-allenatore: Gordon Chiesa, David Fredman, Phil Johnson, Scott Layden